# 유치

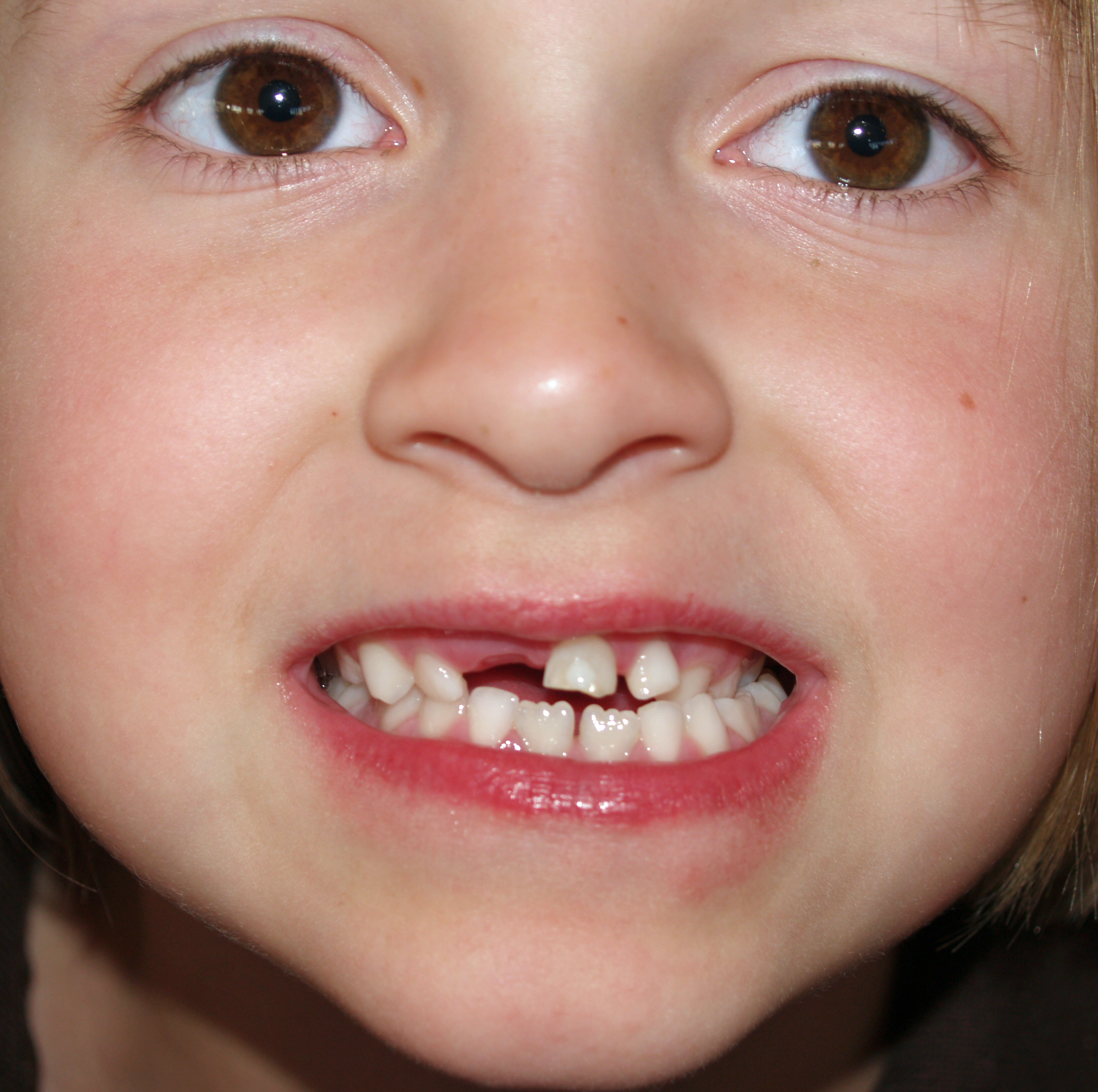
유치

유치(乳齒) 또는 젖니(Deciduous teeth, baby teeth, milk teeth, temporary teeth
, primary teeth)는 인간과 기타 이를 한 번 가는 포유동물들의 성장 단계 중 처음 발생하는 치아로서, 인간의 경우 어린이들이 나는 치아이다. 이 치아는 보통 소실되고 영구치로 대체되지만 영구치로 대체되지 않더라도 수년은 기능을 유지할 수 있다.
유치는 입의 성장에 필수적이다.

## 같이 보기
- 이의 요정